# سیانومتیل
در شیمی آلی، اصطلاح سیانومتیل (سیانید (N≡C) + متیل (CH۳)) به موارد زیر اشاره دارد:
- گروه سیانومتیل (–N≡CCH2)؛ یک نوع از گروه نیتریل
- رادیکال سیانومتیل (·N≡CCH2)
- سیانومتیل کربانیون (−N≡CCH 2)